# 長江突圍
長江突圍是中華民國政府剿匪徐蚌會戰失利後，渡江战役开始后，試圖將長江沿岸軍艦轉移至東海、台灣海峽，而中國人民解放軍意圖截擊艦艇的一場戰役。中華民國海軍計有永嘉、永定、永修、逸仙、信陽、營口、楚觀、武陵、美亨、美樂、聯華、聯勝、聯榮等14艘艦艇成功突圍，從而保全中華民國海軍實力，為兩岸得以分治打下基礎。

## 背景
1949年4月20日，共軍砲擊駛往南京的英國紫石英号轻护卫舰。4月21日，控制長江水面的江陰要塞叛變，共軍發起渡江戰役。當時共軍憑江陰要塞可以封鎖航道，局勢對在南京江面的海防第二艦隊非常不利，海軍總司令桂永清命海防第2艦隊司令林遵率該艦隊突圍前往上海。
林遵因懷有投共意圖，遂召集泊區內海軍艦艇的十餘位艦長，在「永嘉艦」上開會，各艦艦長投票，大部分決定投共。

## 经过
永嘉艦長陳慶堃深覺事態嚴重，私下與永修艦長桂宗炎交換意見，決定趁黃昏暮霧不利於岸砲瞄準優勢，一起衝往鎮江；當時，另有永定等数艘軍艦響應。當永嘉艦於22日晚間6時起，利用暗夜掩護突圍行動後，部分军艦亦起錨跟隨；由於突圍船團必須航經十二圩、三江營及江陰等3處的中共砲陣地，過程中雙方激烈駁火交戰，砲火照亮黑色天際，后突圍各艦順利通過江陰要塞的防線。清晨7時抵達上海黃浦江時，還獲得先前欲入南京撤僑、遭到要塞火砲阻行而無功折返的英、美兩國艦艇，以信號致意和問候。
長江突圍戰役區分江陰、鎮江及南京等3部分，總計有19艘艦艇參與；其中，14艘艦艇（永嘉、永定、永修、逸仙、信陽、營口、楚觀、武陵、美亨、聯華、聯盛等11艘及3艘砲艇）成功突圍、3艘被毀，有2艘自毀，歷時達3日。
事後，永嘉艦長陳慶堃因功获頒青天白日勳章。

### 引用
1. 1 2 3  . 《青年日報》. 2014-05-30  [2020-09-02]. （原始内容存档于2020-09-02）.
2. ↑  姚開陽. . 《國史館館刊》 (國史館). 2020年6月, (第六十四期): 93–94  [2022-09-09]. （原始内容存档于2021-08-01）. 简明摘要.

## 外部連結
- YouTube上的海軍長江突圍，弘揚忠義軍風